# Tom Hicks
Thomas O. Hicks, Sr. (né à Dallas en 1946) est un homme d'affaires américain. Selon le magazine Forbes 2008, Tom Hicks a une fortune estimée à 1,3 milliard de dollars américains.

## Biographie
Hicks a cofondé la société d'investissement, Hicks, Muse, Tate & Furst et est le président de Hicks Holdings LLC, qui possède et exploite le Hicks Sports Group, la société qui possède les Rangers du Texas, les Stars de Dallas, Mesquite Championship Rodeo, il possédait aussi cinquante pour cent du club anglais de football Liverpool FC. 
Le 15 avril 2010, il décide de mettre en vente le club de football de Liverpool FC, en accord avec son compatriote américain George N. Gillett Jr. copropriétaire du club de la Mersey, À la suite des différents problèmes financiers que rencontre les Reds. En effet, la dette du club serait de l'ordre de 300 millions d'euros.
Il est l'oncle du comédien Bill Hicks.